# Mikhail Somov
Mikhail Mikhailovich Somov (em russo:  Михаил Михайлович Сомов) (Moscou, 7 de abril de 1908 – Leningrado, 30 de dezembro de 1973) foi um oceanólogo, explorador polar, doutor em Ciências Geográficas soviético (de 1954).
Mikhail Somov graduou-se no Instituto Hidrometeorólogico de Moscou em 1937. Em 1939, foi indicado como pesquisador sênior no Instituto de Pesquisa Ártico e Antártico. Entre 1950-1951, Mikhail Somov liderou a estação de direção de gelo Pólo Norte-2. Entre 1955-1957, tornou-se o líder da primeira Expedição Soviética Antártica. Mikhail Somov foi também o primeiro delegado soviético para o Comitê Científico para Pesquisa Antártica. 
Uma geleira na Antártida Oriental (Terra da Rainha Maud) leva o nome de Mikhail Somov, tanto quanto o quebrador de gelo científico. Um asteroide, Somov 3334, descoberto por um astrônomo tcheco Antonín Mrkos, em 1981, recebeu seu nome.

## Prêmios
- Herói da União Soviética (1951)
- Três Ordens de Lênin
- Medalha Vega (1957)
- Medalha de Ouro Patroness (da Sociedade Geográfica Real) (1961)